# Rubio Rubin
Rubio Yovani Mendez Rubin (Beaverton, 1 maart 1996) is een Amerikaans voetballer die bij voorkeur als aanvaller speelt.

## Clubcarrière
In zijn jeugdjaren kwam Rubin uit voor Westside Timbers in de Verenigde Staten, een club die dienstdoet als opleidingsinstituut en geen seniorenelftallen heeft. In juli 2014 maakte hij de overstap naar FC Utrecht. Op 17 augustus maakte Rubin hier zijn debuut in het eerste elftal door in de basis te beginnen in de thuiswedstrijd tegen Willem II (2 – 1). Zijn eerste doelpunt maakte hij in een wedstrijd uit tegen NAC Breda, die FC Utrecht met 5-1 won.

## Clubstatistieken
| Seizoen                         | Club            | Competitie      | Competitie | Competitie | Beker | Beker | Internationaal | Internationaal | Overig | Overig | Totaal | Totaal |
| Seizoen                         | Club            | Competitie      | Wed.       | Dlp.       | Wed.  | Dlp.  | Wed.           | Dlp.           | Wed.   | Dlp.   | Wed.   | Dlp.   |
| ------------------------------- | --------------- | --------------- | ---------- | ---------- | ----- | ----- | -------------- | -------------- | ------ | ------ | ------ | ------ |
| 2014/15                         | FC Utrecht      | Eredivisie      | 28         | 3          | 1     | 0     | 0              | 0              | 0      | 0      | 29     | 3      |
| 2015/16                         | FC Utrecht      | Eredivisie      | 10         | 0          | 1     | 1     | 0              | 0              | 0      | 0      | 11     | 1      |
| 2016/17                         | FC Utrecht      | Eredivisie      | 3          | 0          | 0     | 0     | 0              | 0              | 0      | 0      | 3      | 0      |
| 2016/17                         | Jong FC Utrecht | Eerste divisie  | 6          | 0          | 0     | 0     | 0              | 0              | 0      | 0      | 6      | 0      |
| 2016/17                         | Silkeborg IF    | Superligaen     | 3          | 0          | 1     | 0     | 0              | 0              | 0      | 0      | 4      | 0      |
| Carrière totaal                 | Carrière totaal | Carrière totaal | 50         | 3          | 3     | 1     | 0              | 0              | 0      | 0      | 53     | 4      |
| Bijgewerkt tot 19 augustus 2017 |                 |                 |            |            |       |       |                |                |        |        |        |        |